# Klaksvík
Klaksvík (dansko Klaksvig) je mesto na Ferskih otokih, ki je za glavnim mestom Tórshavn drugo največje mesto na tem otočju. Leži na severnem otoku Borðoy in ima okoli pet tisoč prebivalcev. Je tudi upravno središče občine Klaksvík.

## Zgodovina
Ljudje so se na območju Klaksvíka naselili že v času Vikingov. Kljub temu se je ta šele v 20. stoletju razvil v mesto, ki je postalo kulturno in trgovsko središče celotnega severnega dela Ferskih otokov. Klaksvík je sedaj pomemben tudi kot pristanišče z ribiško industrijo in sodobno floto ribiških plovil.
Na območju današnjega mesta, ki leži med dvema zalivoma, so se prvotno razvile štiri kmetije in postopoma sprožile gradnjo štirih vasi, ki so jih poimenovali Vágur, Myrkjanoyri, Gerðar in Uppsalir. Leta 1938 so se vse štiri vasi združile v eno naselje, ki so ga poimenovali Klaksvík. To se je v mesto razvilo potem, ko so v njem postavili skladišče za oskrbo celotnega severnega dela Ferskih otokov.
Že leta 1888 je bila na območju sedanjega mesta ustanovljena družinska pivovarna Föroya Bjór, katere simbol je oven. Po propadu podjetja Restorffs Bryggjarí avgusta leta 2007, je Föroya Bjór edini proizvajalec piva in brezalkoholnih pijač na Ferskih otokih.
Leta 1963 so v Klaksvíku sezidali cerkev Christianskirkjan, ki je bila v Skandinaviji prva sodobna cerkev urejena v starem nordijskem slogu. Cerkev ima strešno konstrukcijo, kakršna je bila prvotno uporabljana v vikinških hišah, kasneje pa ostala ohranjena v ferskih kuhinjah in vaških cerkvah. Tovrstna strešna konstrukcija se je izkazala kot posebno primerna za cerkvene stavbe, saj omogoča boljšo akustiko v primerjavi z drugimi cerkvami podobne velikosti. Cerkev Christianskirkjan je posvečena mornarjem, ki so umrli v drugi svetovni vojni. S stropa visi čoln na vesla, ki ga je poganjalo osem oseb, uporabljali pa so ga za prevoz duhovnika med vasmi na severu Ferskih otokov.

## Promet
Klaksvík je v preteklosti bilo izolirano mesto. To se je spremenilo leta 2006, ko so odprli cestni predor Norðoyatunnilin in s tem ustvarili fizično povezavo z glavnim mestom Tórshavn. Sedaj je pristanišče v Klaksvíku zelo pomembno za gospodarstvo Ferskih otokov, medtem ko so ob vhodu v predor postavili nov industrijski park.
Redna avtobusna linija povezuje Klaksvík s Tórshavnom, občasna pa z vasmi Fuglafjørður, Kunoy in Viðareiði. Trajekt pluje med Klaksvíkom in otokom Kalsoy. V mestu obstaja tudi vzletišče za helikopterje, od koder potekajo zračne povezave z izoliranima otokoma Fugloy in Svínoy, prav tako pa s Tórshavnom.